# Tercera División de Chile 1990
El Campeonato Oficial de Fútbol de la Tercera División de 1990 fue la 10° edición de la tercera categoría del fútbol de Chile, correspondiente a la temporada 1990. Se jugó desde abril de 1990 hasta diciembre de 1990.
Su organización estuvo a cargo de la Asociación Nacional de Fútbol Amateur de Chile (ANFA) y contó con la participación de 27 equipos, los cuales, disputaron el campeonato en cuatro grupos por zona y en una liguilla por el ascenso, bajo el sistema de todos contra todos.
El campeón fue Unión La Calera que ascendió a la Segunda División 1991.

## Movimientos divisionales
| Pos | a Segunda División de Chile 1990 |
| --- | -------------------------------- |
| 1º  | Lozapenco (Campeón)              |

| Pos | a Tercera División de Chile 1990 |
| --- | -------------------------------- |
| 1º  | Unión Veterana Peumo             |
| 2º  | Cía. de Teléfonos                |

| Pos      | desde Segunda División de Chile 1989 |
| -------- | ------------------------------------ |
| 6º (LDN) | Unión La Calera                      |

| Pos     | a Cuarta División de Chile 1990                            |
| ------- | ---------------------------------------------------------- |
| 2° (LD) | Juventud Puente Alto                                       |
| 3° (LD) | Estudiantes de Quilpué (Regresó a su asociación de origen) |

| Pos      | Abandono de la Competencia.   |
| -------- | ----------------------------- |
| -        | Cultural Doñihue (Retiro)     |
| 1° (LDN) | Deportes LAN Chile (Disuelto) |
| -        | Deportes Rahue (Retiro)       |

## Equipos participantes
| Equipo                | Ciudad              |
| --------------------- | ------------------- |
| Barnechea             | Lo Barnechea        |
| Comercial Temuco      | Temuco              |
| Comercio de Llay-Llay | Llay-Llay           |
| Cía. de Teléfonos     | Pedro Aguirre Cerda |
| Concón National       | Concón              |
| Cultural Doñihue      | Doñihue             |
| Defensor Casablanca   | Casablanca          |
| Deportes Laja         | Laja                |
| Deportes La Unión     | La Unión            |
| Deportes Maipo        | Maipo               |
| Deportes Rahue        | Rahue               |
| Deportes Rengo        | Rengo               |
| Deportes Victoria     | Victoria            |
| Goodyear              | Maipú               |
| Iván Mayo             | Villa Alemana       |
| Juventud Chépica      | Chépica             |
| Juventud Ferro        | Chimbarongo         |
| Juventud O'Higgins    | Curacaví            |
| Malleco Unido         | Angol               |
| Municipal Las Condes  | Las Condes          |
| Municipal Talagante   | Talagante           |
| Quintero Unido        | Quintero            |
| Santiago Morning      | Recoleta            |
| Thomas Bata           | Peñaflor            |
| Unión La Calera       | La Calera           |
| Unión Santa Cruz      | Santa Cruz          |
| Unión Veterana        | Peumo               |

## Primera fase
Los 27 equipos participantes, se dividieron en cuatro grupos llamados zona norte, zona centro, zona Colchagua y zona sur con 7 clubes cada los 3 primeros y 6 para el último, clasifican a la liguilla de ascenso, los 3 primeros equipos en las primeras zonas y los 2 mejores equipos para la zona sur, además, clasifica el mejor cuarto lugar de cada grupo. En cambio, juegan la liguilla por el descenso, los equipos que nos clasifican a la liguilla por el ascenso

### Grupo Norte
| Pos | Equipo              | PJ | PG | PE | PP | GF | GC | Dif | Pts |
| --- | ------------------- | -- | -- | -- | -- | -- | -- | --- | --- |
| 1   | Unión La Calera     | 12 | 9  | 2  | 1  | 40 | 16 | 24  | 20  |
| 2   | Iván Mayo           | 12 | 6  | 4  | 2  | 37 | 24 | 13  | 16  |
| 3   | Defensor Casablanca | 12 | 5  | 4  | 3  | 20 | 21 | -1  | 14  |
| 4   | Quintero Unido      | 12 | 5  | 2  | 5  | 19 | 24 | -5  | 12  |
| 5   | Comercio Llay-Llay  | 12 | 4  | 3  | 5  | 26 | 26 | 0   | 11  |
| 6   | Juventud O'Higgins  | 12 | 1  | 4  | 7  | 17 | 26 | -9  | 6   |
| 7   | Concón National     | 12 | 2  | 1  | 9  | 16 | 38 | -22 | 5   |

### Grupo Centro
| Pos | Equipo               | PJ | PG | PE | PP | GF | GC | Dif | Pts |
| --- | -------------------- | -- | -- | -- | -- | -- | -- | --- | --- |
| 1   | Barnechea            | 12 | 7  | 4  | 1  | 22 | 10 | 12  | 18  |
| 2   | Thomas Bata          | 12 | 7  | 3  | 2  | 26 | 12 | 14  | 17  |
| 3   | Santiago Morning     | 12 | 6  | 4  | 2  | 15 | 11 | 4   | 16  |
| 4   | Deportes Maipo       | 12 | 5  | 4  | 3  | 21 | 17 | 4   | 14  |
| 5   | Municipal Las Condes | 12 | 5  | 1  | 6  | 14 | 13 | 1   | 11  |
| 6   | Deportes Good Year   | 12 | 0  | 4  | 8  | 11 | 21 | -10 | 4   |
| 7   | Municipal Talagante  | 12 | 1  | 2  | 9  | 6  | 31 | -25 | 4   |

### Grupo Centro Sur
| Pos | Equipo            | PJ | PG | PE | PP | GF | GC | Dif | Pts |
| --- | ----------------- | -- | -- | -- | -- | -- | -- | --- | --- |
| 1   | Unión Santa Cruz  | 12 | 7  | 3  | 2  | 19 | 9  | 10  | 17  |
| 2   | Juventud Chépica  | 12 | 5  | 3  | 4  | 19 | 12 | 7   | 13  |
| 3   | Unión Veterana    | 12 | 5  | 3  | 4  | 16 | 19 | -3  | 13  |
| 4   | Deportes Rengo    | 12 | 3  | 6  | 3  | 18 | 17 | 1   | 12  |
| 5   | Cía. de Teléfonos | 12 | 3  | 5  | 4  | 20 | 20 | 0   | 11  |
| 6   | Juventud Ferro    | 12 | 3  | 3  | 6  | 14 | 18 | -4  | 9   |
| 7   | Cultural Doñihue  | 12 | 3  | 3  | 6  | 15 | 26 | -11 | 9   |

### Grupo Sur
| Pos | Equipo            | PJ | PG | PE | PP | GF | GC | Dif | Pts |
| --- | ----------------- | -- | -- | -- | -- | -- | -- | --- | --- |
| 1   | Comercial Temuco  | 10 | 5  | 4  | 1  | 23 | 7  | 16  | 14  |
| 2   | Deportes Laja     | 10 | 6  | 2  | 2  | 20 | 8  | 12  | 14  |
| 3   | Malleco Unido     | 10 | 5  | 3  | 2  | 13 | 6  | 7   | 13  |
| 4   | Deportes La Unión | 10 | 3  | 4  | 2  | 10 | 8  | 2   | 10  |
| 5   | Deportes Victoria | 10 | 2  | 3  | 4  | 10 | 9  | 1   | 7   |
| 6   | Deportes Rahue    | 10 | 0  | 0  | 10 | 3  | 41 | -38 | 0   |

- Nota: Deportes Rahue se retiró terminada la fase de grupos.

|  | Clasifican a Liguilla de Ascenso                    |
|  | Clasifican a Liguilla de Descenso a Cuarta División |

## Liguilla de ascenso
Los ocho equipos clasificados juegan con el sistema todos-contra-todos en partidos de ida y vuelta.
| Pos | Equipo              | PJ | PG | PE | PP | GF | GC | Dif | Pts |
| --- | ------------------- | -- | -- | -- | -- | -- | -- | --- | --- |
| 1   | Unión La Calera     | 22 | 15 | 5  | 2  | 43 | 22 | +21 | 35  |
| 2   | Unión Santa Cruz    | 22 | 15 | 4  | 3  | 45 | 17 | +28 | 34  |
| 3   | Deportes Laja       | 22 | 13 | 4  | 5  | 47 | 22 | 25  | 30  |
| 4   | Santiago Morning    | 22 | 12 | 6  | 4  | 44 | 25 | +19 | 30  |
| 5   | Iván Mayo           | 22 | 12 | 3  | 7  | 43 | 28 | +15 | 27  |
| 6   | Comercial Temuco    | 22 | 6  | 7  | 9  | 28 | 28 | 0   | 19  |
| 7   | Deportes Maipo      | 22 | 6  | 6  | 10 | 40 | 41 | -1  | 18  |
| 8   | Thomas Bata         | 22 | 6  | 6  | 10 | 28 | 41 | -13 | 18  |
| 9   | Unión Veterana      | 22 | 5  | 7  | 10 | 30 | 51 | -21 | 17  |
| 10  | Juventud Chépica    | 22 | 3  | 8  | 11 | 30 | 45 | -15 | 14  |
| 11  | Barnechea           | 22 | 5  | 3  | 14 | 30 | 50 | -20 | 13  |
| 12  | Defensor Casablanca | 22 | 2  | 5  | 15 | 27 | 65 | -38 | 9   |

|  | Campeón. Asciende a Segunda División |

## Campeón
| Campeón Unión La Calera     |
| Asciende a Segunda División |

## Liguillas de descenso
Para disputar las liguillas de promoción, los grupos de los equipos candidatos a descender se fusionaron entre sí (norte y centro) y (Colchagua y sur) para conformar 2 grupos de 7 equipos para cada uno, clasifican a la liguilla final descenso los dos peores equipos de cada uno, más el peor quinto lugar de ambos.

### Grupo Norte - Centro
| Pos | Equipo               | PJ | PG | PE | PP | GF | GC | Dif | Pts |
| --- | -------------------- | -- | -- | -- | -- | -- | -- | --- | --- |
| 1   | Municipal Las Condes | 12 | 9  | 3  | 0  | 24 | 6  | 18  | 21  |
| 2   | Comercio Llay Llay   | 12 | 7  | 1  | 4  | 28 | 19 | 9   | 15  |
| 3   | Deportes Good Year   | 12 | 5  | 4  | 3  | 20 | 17 | 3   | 14  |
| 4   | Municipal Talagante  | 12 | 4  | 4  | 4  | 28 | 26 | 2   | 12  |
| 5   | Concón National      | 12 | 4  | 2  | 6  | 17 | 26 | -9  | 10  |
| 6   | Quintero Unido       | 12 | 3  | 3  | 6  | 20 | 26 | -6  | 9   |
| 7   | Juventud O'Higgins   | 12 | 1  | 1  | 10 | 11 | 28 | -17 | 3   |

### Grupo Centro Sur
| Pos | Equipo            | PJ | PG | PE | PP | GF | GC | Dif | Pts |
| --- | ----------------- | -- | -- | -- | -- | -- | -- | --- | --- |
| 1   | Cía. de Teléfonos | 12 | 6  | 3  | 3  | 18 | 11 | 7   | 15  |
| 2   | Deportes Rengo    | 12 | 5  | 4  | 3  | 23 | 16 | 7   | 14  |
| 3   | Malleco Unido     | 12 | 4  | 6  | 2  | 12 | 7  | 5   | 14  |
| 4   | Deportes La Unión | 12 | 4  | 4  | 4  | 11 | 14 | -3  | 12  |
| 5   | Juventud Ferro    | 12 | 5  | 1  | 6  | 23 | 17 | 6   | 11  |
| 6   | Deportes Victoria | 12 | 3  | 4  | 5  | 15 | 23 | -8  | 10  |
| 7   | Cultural Doñihue  | 12 | 2  | 4  | 6  | 13 | 27 | -14 | 8   |

|  | Clasifica a la liguilla final a Cuarta División de Chile |

## Liguilla final de descenso
Los cinco equipos juegan mediante el sistema todos-contra-todos, el último equipo descenderá a Cuarta División y el penúltimo, jugara partidos de ida y vuelta, contra un equipo de la misma división.
| Pos | Equipo             | PJ | PG | PE | PP | GF | GC | Dif | Pts |
| --- | ------------------ | -- | -- | -- | -- | -- | -- | --- | --- |
| 1   | Juventud Ferro     | 10 | 5  | 0  | 3  | 19 | 10 | +9  | 10  |
| 2   | Concón National    | 10 | 4  | 2  | 2  | 13 | 11 | +2  | 10  |
| 3   | Quintero Unido     | 10 | 4  | 1  | 3  | 18 | 14 | +4  | 9   |
| 4   | Cultural Doñihue   | 10 | 3  | 0  | 5  | 10 | 12 | -2  | 6   |
| 5   | Juventud O'Higgins | 10 | 2  | 1  | 5  | 11 | 24 | -13 | 5   |

- Nota. Cultural Doñihue abandono la competencia, por ende Quintero Unido jugó la promoción.

|  | Juega la Promoción |

|  | Desciende a Cuarta División de Chile |